# Jan Åge Fjørtoft
Jan Åge Fjørtoft (Ålesund, 10 gennaio 1967) è un ex calciatore e dirigente sportivo norvegese, di ruolo attaccante.

## Carriera

### Club
Dopo aver iniziato in Norvegia con le maglie di Hamarkameratene e Lillestrøm ed aver trascorso quattro stagioni in Austria con il Rapid Vienna, Fjørtoft ha passato diverse stagioni in Inghilterra, negli anni novanta. Ha firmato per lo Swindon Town nell'estate 1993, successivamente alla loro promozione in Premiership ed è stato il loro capocannoniere per il campionato 1993-1994, ma la squadra è retrocessa. Nella stagione successiva, Fjørtoft ha continuato a segnare frequentemente, aiutando i suoi a raggiungere i quarti di finale di Coppa di Lega ma, a causa della scarsa forma del club in campionato, è passato al Middlesbrough nel mercato invernale. La sua partenza non ha certamente aiutato lo Swindon Town, che è poi retrocesso nuovamente.
Comunque, Fjørtoft ha giocato regolarmente per il Boro, subito dopo essere arrivato. Ha dato il suo contributo per far vincere alla squadra la Football League First Division. A causa della ristrutturazione della lega, poi, il Middlesbrough ha guadagnato automaticamente la promozione in Premier League. Ha giocato stabilmente anche nel campionato 1995-1996, assieme al playmaker della squadra, Juninho Paulista. L'arrivo di Fabrizio Ravanelli nella stagione successiva, però, gli ha fatto perdere il posto in squadra e Fjørtoft è stato ceduto allo Sheffield United, in Prima Divisione.
Dopo la sconfitta degli Blades nei play-off del 1998, ha firmato per i neopromossi in Premiership del Barnsley, che al termine del campionato sono retrocessi e il norvegese ha lasciato il club.
Fjørtoft ha così continuato la carriera in Germania, all'Eintracht Francoforte, con cui ha trascorso tre anni. Ha realizzato il gol decisivo per la salvezza dell'Eintracht nella stagione 1998-1999 di Bundesliga, all'89º minuto della partita vinta per 5-1 contro il Kaiserslautern all'ultima giornata. Tornato in Norvegia, ha militato nello Stabæk e poi nel Lillestrøm, con cui ha chiuso la carriera.

### Nazionale
Fjørtoft ha giocato per la Norvegia dal 1986 al 1996, raccogliendo settantuno presenze e ventuno reti. Ha fatto parte della selezione che ha partecipato al campionato del mondo 1994, dove è partito titolare nelle sfide contro Messico e Italia.

### Dopo il ritiro
Dopo il ritiro dal calcio giocato, Fjørtoft ha lavorato come commentatore televisivo per la Norsk rikskringkasting. Ha abbandonato questo ruolo quando è diventato dirigente del Lillestrøm, prima di andare a lavorare per un'altra televisione, TV3.

## Statistiche

### Cronologia presenze e reti in nazionale
| Cronologia completa delle presenze e delle reti in nazionale ― Norvegia | Cronologia completa delle presenze e delle reti in nazionale ― Norvegia | Cronologia completa delle presenze e delle reti in nazionale ― Norvegia | Cronologia completa delle presenze e delle reti in nazionale ― Norvegia | Cronologia completa delle presenze e delle reti in nazionale ― Norvegia | Cronologia completa delle presenze e delle reti in nazionale ― Norvegia | Cronologia completa delle presenze e delle reti in nazionale ― Norvegia | Cronologia completa delle presenze e delle reti in nazionale ― Norvegia |
| Data                                                                    | Città                                                                   | In casa                                                                 | Risultato                                                               | Ospiti                                                                  | Competizione                                                            | Reti                                                                    | Note                                                                    |
| ----------------------------------------------------------------------- | ----------------------------------------------------------------------- | ----------------------------------------------------------------------- | ----------------------------------------------------------------------- | ----------------------------------------------------------------------- | ----------------------------------------------------------------------- | ----------------------------------------------------------------------- | ----------------------------------------------------------------------- |
| 26-2-1986                                                               | Saint George's                                                          | Grenada                                                                 | 1 – 2                                                                   | Norvegia                                                                | Amichevole                                                              | -                                                                       | 70’                                                                     |
| 14-11-1987                                                              | Sofia                                                                   | Bulgaria                                                                | 4 – 0                                                                   | Norvegia                                                                | Qual. Olimpiadi 1992                                                    | -                                                                       | 46’                                                                     |
| 18-11-1987                                                              | Ankara                                                                  | Turchia                                                                 | 0 – 0                                                                   | Norvegia                                                                | Qual. Olimpiadi 1992                                                    | -                                                                       |                                                                         |
| 28-7-1988                                                               | Oslo                                                                    | Norvegia                                                                | 1 – 1                                                                   | Brasile                                                                 | Amichevole                                                              | 1                                                                       | 73’                                                                     |
| 9-8-1988                                                                | Oslo                                                                    | Norvegia                                                                | 1 – 1                                                                   | Bulgaria                                                                | Amichevole                                                              | -                                                                       | 80’                                                                     |
| 14-9-1988                                                               | Oslo                                                                    | Norvegia                                                                | 1 – 2                                                                   | Scozia                                                                  | Qual. Mondiali 1990                                                     | 1                                                                       |                                                                         |
| 22-2-1989                                                               | Marousi                                                                 | Grecia                                                                  | 4 – 2                                                                   | Norvegia                                                                | Amichevole                                                              | -                                                                       | 84’                                                                     |
| 2-5-1989                                                                | Oslo                                                                    | Norvegia                                                                | 0 – 3                                                                   | Polonia                                                                 | Amichevole                                                              | -                                                                       | 66’                                                                     |
| 21-5-1989                                                               | Oslo                                                                    | Norvegia                                                                | 3 – 1                                                                   | Cipro                                                                   | Qual. Mondiali 1990                                                     | -                                                                       |                                                                         |
| 31-5-1989                                                               | Oslo                                                                    | Norvegia                                                                | 4 – 1                                                                   | Austria                                                                 | Amichevole                                                              | 1                                                                       | 73’                                                                     |
| 14-6-1989                                                               | Oslo                                                                    | Norvegia                                                                | 1 – 2                                                                   | Jugoslavia                                                              | Qual. Mondiali 1990                                                     | 1                                                                       |                                                                         |
| 23-8-1989                                                               | Oslo                                                                    | Norvegia                                                                | 0 – 0                                                                   | Grecia                                                                  | Amichevole                                                              | -                                                                       |                                                                         |
| 5-9-1989                                                                | Oslo                                                                    | Norvegia                                                                | 1 – 1                                                                   | Francia                                                                 | Qual. Mondiali 1990                                                     | -                                                                       | 75’                                                                     |
| 11-10-1989                                                              | Belgrado                                                                | Jugoslavia                                                              | 1 – 0                                                                   | Norvegia                                                                | Qual. Mondiali 1990                                                     | -                                                                       |                                                                         |
| 25-10-1989                                                              | Hawalli                                                                 | Kuwait                                                                  | 2 – 2                                                                   | Norvegia                                                                | Amichevole                                                              | 1                                                                       |                                                                         |
| 15-11-1989                                                              | Glasgow                                                                 | Scozia                                                                  | 1 – 1                                                                   | Norvegia                                                                | Qual. Mondiali 1990                                                     | -                                                                       |                                                                         |
| 4-2-1990                                                                | Ta' Qali                                                                | Corea del Sud                                                           | 2 – 3                                                                   | Norvegia                                                                | Amichevole                                                              | -                                                                       |                                                                         |
| 7-2-1990                                                                | Ta' Qali                                                                | Malta                                                                   | 1 – 1                                                                   | Norvegia                                                                | Amichevole                                                              | 1                                                                       |                                                                         |
| 27-3-1990                                                               | Belfast                                                                 | Irlanda del Nord                                                        | 2 – 3                                                                   | Norvegia                                                                | Amichevole                                                              | -                                                                       | 79’                                                                     |
| 6-6-1990                                                                | Trondheim                                                               | Norvegia                                                                | 1 – 2                                                                   | Danimarca                                                               | Amichevole                                                              | -                                                                       |                                                                         |
| 22-8-1990                                                               | Stavanger                                                               | Norvegia                                                                | 1 – 2                                                                   | Svezia                                                                  | Amichevole                                                              | -                                                                       | 75’                                                                     |
| 12-9-1990                                                               | Mosca                                                                   | Unione Sovietica                                                        | 2 – 0                                                                   | Norvegia                                                                | Qual. Euro 1992                                                         | -                                                                       | 66’                                                                     |
| 10-10-1990                                                              | Bergen                                                                  | Norvegia                                                                | 0 – 0                                                                   | Ungheria                                                                | Qual. Euro 1992                                                         | -                                                                       | 78’                                                                     |
| 31-10-1990                                                              | Oslo                                                                    | Norvegia                                                                | 6 – 1                                                                   | Camerun                                                                 | Amichevole                                                              | 2                                                                       | 53’                                                                     |
| 14-11-1990                                                              | Nicosia                                                                 | Cipro                                                                   | 0 – 3                                                                   | Norvegia                                                                | Qual. Euro 1992                                                         | -                                                                       | 79’                                                                     |
| 17-4-1991                                                               | Vienna                                                                  | Austria                                                                 | 0 – 0                                                                   | Norvegia                                                                | Amichevole                                                              | -                                                                       | 68’                                                                     |
| 23-5-1991                                                               | Oslo                                                                    | Norvegia                                                                | 1 – 0                                                                   | Romania                                                                 | Amichevole                                                              | 1                                                                       | 25’                                                                     |
| 28-8-1991                                                               | Oslo                                                                    | Norvegia                                                                | 0 – 1                                                                   | Unione Sovietica                                                        | Qual. Euro 1992                                                         | -                                                                       | 89’                                                                     |
| 25-9-1991                                                               | Oslo                                                                    | Norvegia                                                                | 2 – 3                                                                   | Cecoslovacchia                                                          | Qual. Euro 1992                                                         | 1                                                                       | 73’                                                                     |
| 30-10-1991                                                              | Szombathely                                                             | Ungheria                                                                | 0 – 0                                                                   | Norvegia                                                                | Qual. Euro 1992                                                         | -                                                                       | 46’                                                                     |
| 13-11-1991                                                              | Genova                                                                  | Italia                                                                  | 1 – 1                                                                   | Norvegia                                                                | Qual. Euro 1992                                                         | -                                                                       | 15’                                                                     |
| 7-1-1992                                                                | Il Cairo                                                                | Egitto                                                                  | 0 – 0                                                                   | Norvegia                                                                | Amichevole                                                              | -                                                                       |                                                                         |
| 29-4-1992                                                               | Aarhus                                                                  | Danimarca                                                               | 1 – 0                                                                   | Norvegia                                                                | Amichevole                                                              | -                                                                       |                                                                         |
| 26-8-1992                                                               | Oslo                                                                    | Norvegia                                                                | 2 – 2                                                                   | Svezia                                                                  | Amichevole                                                              | -                                                                       | 46’                                                                     |
| 9-9-1992                                                                | Oslo                                                                    | Norvegia                                                                | 10 – 0                                                                  | San Marino                                                              | Qual. Mondiali 1994                                                     | -                                                                       | 75’                                                                     |
| 10-2-1993                                                               | Faro                                                                    | Portogallo                                                              | 1 – 1                                                                   | Norvegia                                                                | Amichevole                                                              | -                                                                       | 62’                                                                     |
| 30-3-1993                                                               | Doha                                                                    | Qatar                                                                   | 1 – 6                                                                   | Norvegia                                                                | Amichevole                                                              | 3                                                                       |                                                                         |
| 28-4-1993                                                               | Oslo                                                                    | Norvegia                                                                | 3 – 1                                                                   | Turchia                                                                 | Qual. Mondiali 1994                                                     | 1                                                                       |                                                                         |
| 2-6-1993                                                                | Oslo                                                                    | Norvegia                                                                | 2 – 0                                                                   | Inghilterra                                                             | Qual. Mondiali 1994                                                     | -                                                                       | 57’                                                                     |
| 9-6-1993                                                                | Rotterdam                                                               | Paesi Bassi                                                             | 0 – 0                                                                   | Norvegia                                                                | Qual. Mondiali 1994                                                     | -                                                                       |                                                                         |
| 8-9-1993                                                                | Oslo                                                                    | Norvegia                                                                | 1 – 0                                                                   | Stati Uniti                                                             | Amichevole                                                              | -                                                                       | 46’                                                                     |
| 22-9-1993                                                               | Oslo                                                                    | Norvegia                                                                | 1 – 0                                                                   | Polonia                                                                 | Qual. Mondiali 1994                                                     | -                                                                       |                                                                         |
| 13-10-1993                                                              | Poznań                                                                  | Polonia                                                                 | 0 – 3                                                                   | Norvegia                                                                | Qual. Mondiali 1994                                                     | 1                                                                       | 73’                                                                     |
| 10-11-1993                                                              | Istanbul                                                                | Turchia                                                                 | 2 – 1                                                                   | Norvegia                                                                | Qual. Mondiali 1994                                                     | -                                                                       | 71’                                                                     |
| 9-3-1994                                                                | Cardiff                                                                 | Galles                                                                  | 3 – 1                                                                   | Norvegia                                                                | Amichevole                                                              | -                                                                       | 79’                                                                     |
| 20-4-1994                                                               | Oslo                                                                    | Norvegia                                                                | 0 – 0                                                                   | Portogallo                                                              | Amichevole                                                              | -                                                                       | 72’                                                                     |
| 22-5-1994                                                               | Londra                                                                  | Inghilterra                                                             | 0 – 0                                                                   | Norvegia                                                                | Amichevole                                                              | -                                                                       | 46’                                                                     |
| 1-6-1994                                                                | Oslo                                                                    | Norvegia                                                                | 2 – 1                                                                   | Danimarca                                                               | Amichevole                                                              | -                                                                       | 54’ 81’                                                                 |
| 5-6-1994                                                                | Stoccolma                                                               | Svezia                                                                  | 2 – 0                                                                   | Norvegia                                                                | Amichevole                                                              | -                                                                       | 66’                                                                     |
| 19-6-1994                                                               | Washington                                                              | Messico                                                                 | 0 – 1                                                                   | Norvegia                                                                | Mondiali 1994 - 1º turno                                                | -                                                                       |                                                                         |
| 23-6-1994                                                               | New York                                                                | Norvegia                                                                | 0 – 1                                                                   | Italia                                                                  | Mondiali 1994 - 1º turno                                                | -                                                                       |                                                                         |
| 7-9-1994                                                                | Oslo                                                                    | Norvegia                                                                | 1 – 0                                                                   | Bielorussia                                                             | Qual. Euro 1996                                                         | -                                                                       | cap. 77’                                                                |
| 12-10-1994                                                              | Oslo                                                                    | Norvegia                                                                | 1 – 1                                                                   | Paesi Bassi                                                             | Qual. Euro 1996                                                         | -                                                                       |                                                                         |
| 16-11-1994                                                              | Minsk                                                                   | Bielorussia                                                             | 0 – 4                                                                   | Norvegia                                                                | Qual. Euro 1996                                                         | -                                                                       | cap. 51’                                                                |
| 14-12-1994                                                              | Ta' Qali                                                                | Malta                                                                   | 0 – 1                                                                   | Norvegia                                                                | Qual. Euro 1996                                                         | 1                                                                       | cap.                                                                    |
| 6-2-1995                                                                | Larnaca                                                                 | Estonia                                                                 | 0 – 7                                                                   | Norvegia                                                                | Amichevole                                                              | -                                                                       | 69’                                                                     |
| 8-2-1995                                                                | Nicosia                                                                 | Cipro                                                                   | 0 – 2                                                                   | Norvegia                                                                | Amichevole                                                              | -                                                                       | cap.                                                                    |
| 29-3-1995                                                               | Lussemburgo                                                             | Lussemburgo                                                             | 0 – 2                                                                   | Norvegia                                                                | Qual. Euro 1996                                                         | -                                                                       |                                                                         |
| 26-4-1995                                                               | Oslo                                                                    | Norvegia                                                                | 5 – 0                                                                   | Lussemburgo                                                             | Qual. Euro 1996                                                         | 1                                                                       | cap.                                                                    |
| 25-5-1995                                                               | Oslo                                                                    | Norvegia                                                                | 3 – 2                                                                   | Ghana                                                                   | Amichevole                                                              | 2                                                                       |                                                                         |
| 7-6-1995                                                                | Oslo                                                                    | Norvegia                                                                | 2 – 0                                                                   | Malta                                                                   | Qual. Euro 1996                                                         | 1                                                                       |                                                                         |
| 22-7-1995                                                               | Oslo                                                                    | Norvegia                                                                | 0 – 0                                                                   | Francia                                                                 | Amichevole                                                              | -                                                                       |                                                                         |
| 16-8-1995                                                               | Oslo                                                                    | Norvegia                                                                | 1 – 1                                                                   | Rep. Ceca                                                               | Qual. Euro 1996                                                         | -                                                                       | 80’                                                                     |
| 6-9-1995                                                                | Praga                                                                   | Rep. Ceca                                                               | 2 – 0                                                                   | Norvegia                                                                | Qual. Euro 1996                                                         | -                                                                       | 70’                                                                     |
| 11-10-1995                                                              | Oslo                                                                    | Norvegia                                                                | 0 – 0                                                                   | Inghilterra                                                             | Amichevole                                                              | -                                                                       | 80’                                                                     |
| 15-11-1995                                                              | Rotterdam                                                               | Paesi Bassi                                                             | 3 – 0                                                                   | Norvegia                                                                | Qual. Euro 1996                                                         | -                                                                       | cap.                                                                    |
| 7-2-1996                                                                | Las Palmas                                                              | Spagna                                                                  | 1 – 0                                                                   | Norvegia                                                                | Amichevole                                                              | -                                                                       | cap.                                                                    |
| 27-3-1996                                                               | Belfast                                                                 | Irlanda del Nord                                                        | 0 – 2                                                                   | Norvegia                                                                | Amichevole                                                              | -                                                                       | cap. 75’                                                                |
| 24-4-1996                                                               | Oslo                                                                    | Norvegia                                                                | 0 – 0                                                                   | Spagna                                                                  | Amichevole                                                              | -                                                                       | cap. 77’                                                                |
| 1-9-1996                                                                | Oslo                                                                    | Norvegia                                                                | 1 – 0                                                                   | Georgia                                                                 | Qual. Mondiali 1998                                                     | -                                                                       | cap. 46’                                                                |
| Totale                                                                  |                                                                         | Presenze                                                                | 70                                                                      |                                                                         | Reti                                                                    | 20                                                                      |                                                                         |

| Cronologia completa delle presenze e delle reti in nazionale (partite non ufficiali) ― Norvegia | Cronologia completa delle presenze e delle reti in nazionale (partite non ufficiali) ― Norvegia | Cronologia completa delle presenze e delle reti in nazionale (partite non ufficiali) ― Norvegia | Cronologia completa delle presenze e delle reti in nazionale (partite non ufficiali) ― Norvegia | Cronologia completa delle presenze e delle reti in nazionale (partite non ufficiali) ― Norvegia | Cronologia completa delle presenze e delle reti in nazionale (partite non ufficiali) ― Norvegia | Cronologia completa delle presenze e delle reti in nazionale (partite non ufficiali) ― Norvegia | Cronologia completa delle presenze e delle reti in nazionale (partite non ufficiali) ― Norvegia |
| Data                                                                                            | Città                                                                                           | In casa                                                                                         | Risultato                                                                                       | Ospiti                                                                                          | Competizione                                                                                    | Reti                                                                                            | Note                                                                                            |
| ----------------------------------------------------------------------------------------------- | ----------------------------------------------------------------------------------------------- | ----------------------------------------------------------------------------------------------- | ----------------------------------------------------------------------------------------------- | ----------------------------------------------------------------------------------------------- | ----------------------------------------------------------------------------------------------- | ----------------------------------------------------------------------------------------------- | ----------------------------------------------------------------------------------------------- |
| 26-4-1988                                                                                       | Katrineholm                                                                                     | Svezia                                                                                          | 0 – 0                                                                                           | Norvegia                                                                                        | Amichevole                                                                                      | -                                                                                               | 46’                                                                                             |
| Totale                                                                                          |                                                                                                 | Presenze                                                                                        | 1                                                                                               |                                                                                                 | Reti                                                                                            | 0                                                                                               |                                                                                                 |

## Palmarès

### Club

#### Competizioni nazionali
- Campionato norvegese: 1

Lillestrøm: 1989

#### Competizioni internazionali
- Coppa Intertoto UEFA: 1

Rapid Vienna: 1992

### Individuale
- Capocannoniere della Football League Cup: 1

1994-1995 (9 gol)
- Gullklokka

1999